# Salvatore Gionta
Salvatore Gionta, född 22 december 1930 i Formia, Lazio, död 28 juli 2025 i Rom, var en italiensk vattenpolospelare. Han representerade Italien i OS två gånger, nämligen vid olympiska sommarspelen 1952 i Helsingfors och åtta år senare i Rom. I OS-turneringen 1952 tog Italien brons och 1960 blev det guld. I Rom gjorde Gionta två mål. Han spelade 62 landskamper.